# Sympodiella foliicola
Sympodiella foliicola är en svampart som beskrevs av P.M. Kirk 1986. Sympodiella foliicola ingår i släktet Sympodiella, divisionen sporsäcksvampar och riket svampar.   Inga underarter finns listade i Catalogue of Life.